# رافائل آلبا
رافائل یونیر آلبا کاستیلو (انگلیسی: Rafael Yunier Alba Castillo؛ متولد ۱۲ اوت ۱۹۹۳) یک تکواندوکار اهل کوبا است.
وی در بازی‌های المپیک تابستانی ۲۰۱۶ در ریودوژانیرو، در وزن ۸۰+ کیلوگرم مردان رقابت کرد.